# Brooklyn Chase
Brooklyn Chase (San Diego, 14 marzo 1985) è un'attrice pornografica statunitense.

## Biografia
Brooklyn Chase è nata a San Diego, nella California meridionale. All'età di diciotto anni ha sposato il suo fidanzato del liceo e, prima di iniziare a lavorare nel mondo della pornografia, ha lavorato come manager. Nel 2012, all'età di 27 anni, ha iniziato a muovere i primi passi e, ad oggi, ha girato oltre 1000 scene.

## Filmografia
- Christmas Orgy (2012)
- Fantasy Costumed Captives (2012)
- Tickle Hell Ticklish Pit Stop (2012)
- Big Bodacious Knockers 9 (2013)
- Big Tit Centerfolds 1 (2013)
- Big Tit Cream Pie 22 (2013)
- Big Titty Lesbians 3 (2013)
- Romantic Aggression (2013)
- Titty Creampies 5 (2013)
- Big Tit Cream Pie 26 (2014)
- Big Tit Fantasies 2 (2014)
- Big Tits Boss 25 (2014)
- Big Tits Like Big Dicks 10 (2014)
- Big Wet Tits 13 (2014)
- Epic Tits (2014)
- Beautiful Tits 2 (2015)
- Big Tit Cream Pie 33 (2015)
- Titty Creampies 8 (2015)
- Big Tit Cream Pie 37 (2016)
- Cum Glazed Tits (2016)
- Sexually Explicit 9: Breast Exam (2016)
- Big Boob Love (2017)
- Massive White Tits (2017)
- Big Tit Blondies 2 (2018)
- Love Your Tits 3 (2018)
- POV Jugg Fuckers 7 (2018)
- Big Tit Blondes Love It Black (2019)
- Busty Tits On The Job (2019)
- Monster Curves 34 (2019)
- Overworked Titties 6 (2019)
- Brooklyn (2020)
- Double Team Work Makes The Dick Work 2 (2020)
- My Friend's Hot Girl 35 (2021)
- She Wants Us Both 3 (2021)
- Day With Brooklyn Chase (2022)
- I Have A Wife 66 (2022)
- Big Tit Cream Pie 52 (2023)
- Mom Is Horny 12 (2023)
- Mom Is Horny 13 (2023)
- My Wife Is My Pornstar 1 (2024)
- My Wife Is My Pornstar 2 (2024)
- My Wife Is My Pornstar 3 (2024)

## Riconoscimenti
NightMoves Award
- 2021 - Best Female Performer (Industry's Award)[2]